# Biantessus nigrotarsus
Biantessus nigrotarsus is een hooiwagen uit de familie Biantidae. De wetenschappelijke naam van Biantessus nigrotarsus gaat terug op Lawrence.